# ル・マン・デイトナ・h

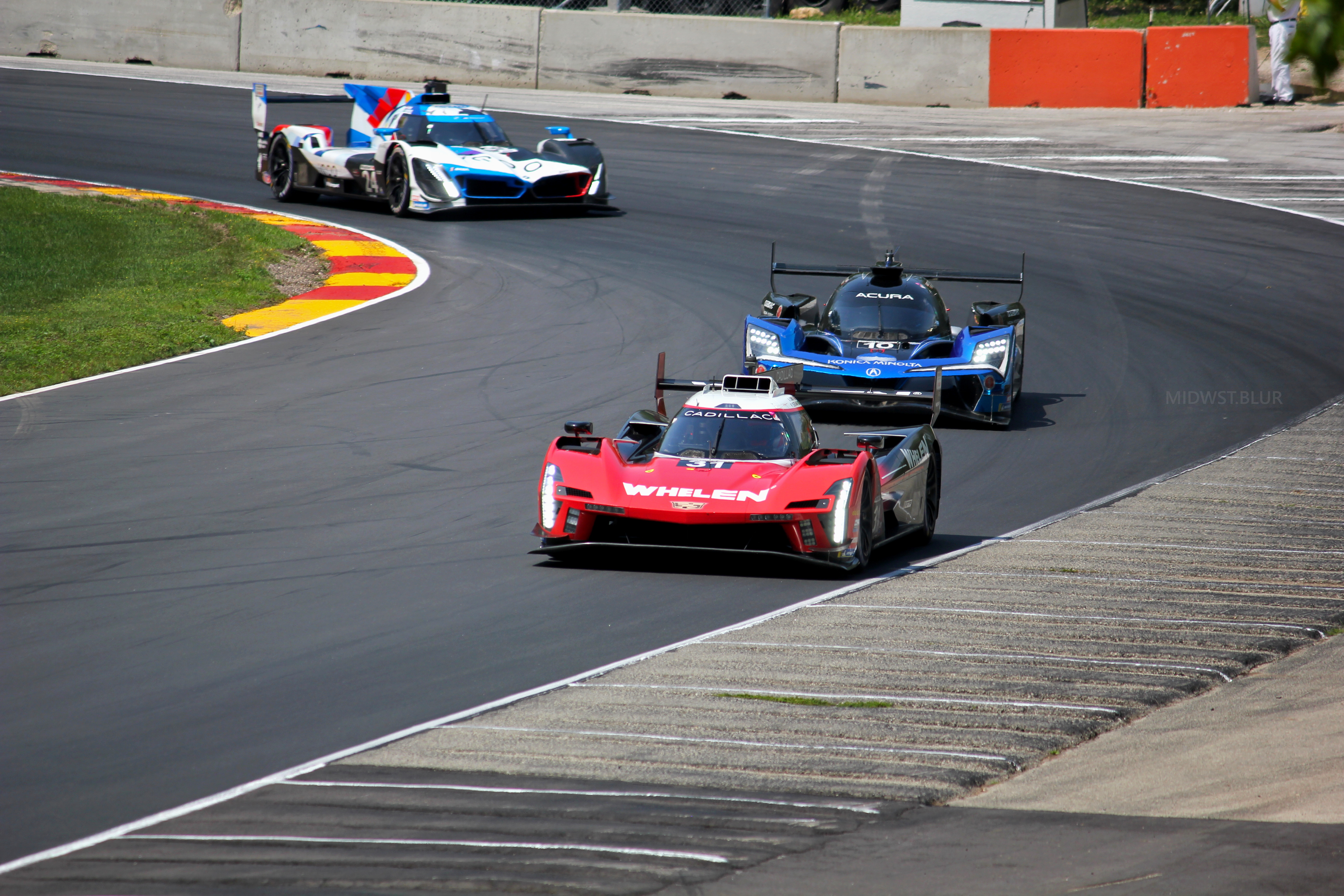
LMDh車両

ル・マン・デイトナ・h（Le Mans Daytona h、略称LMDh）は、アメリカのIMSA ウェザーテック・スポーツカー選手権の最高峰クラス（GTPクラス）で2023年より使用されるスポーツプロトタイプカー規定。国際モータースポーツ協会（IMSA）、フランス西部自動車クラブ（ACO）、国際自動車連盟（FIA）によって共同で作成され、デイトナ・プロトタイプ・インターナショナル（DPi）の後継機として採用される。また、2023年よりFIA 世界耐久選手権（WEC）のハイパーカークラスにおいてル・マン・ハイパーカー（LMH）と共に使用される。
LMDhは認定された4つのシャシーコンストラクターが製造するシャシーを購入し、そこにマニュファクチャラー独自設計のエンジンとボディカウルを搭載し、全車共通仕様のハイブリッドシステムを搭載する。LMHに比べると設計の自由度は低いが、開発製造コストを抑えた上でIMSA スポーツカー選手権とWECの両選手権に参戦することが可能となり、自社ブランドの個性をアピールしたいマニュファクチャラー（自動車メーカー）にとって魅力的なカテゴリとなっている。

## 歴史

### DPi 2.0
2018年からFIA 世界耐久選手権がウインタースケジュールに移行したため、IMSAは2018年1月に、ユナイテッド・スポーツカー選手権でのDPi、LMP2、GTEマシンのホモロゲーション期間をさらに1年延長すると発表した。WECのウインターシーズン化で選手権のホモロゲーション期間が約6か月遅れ、IMSAからのホモロゲーション延長が必要になった。そのため、2020年までの4年間で最初に確認されたDPi及びLMP2マシンは、少なくとも2021年シーズンの終わりまで対象となった。2022年シーズンに向けてDPiプラットフォームと規定を維持するよういくつかのメーカーから求められたが、当時のIMSAの社長であるスコット・アサートンは、IMSAがDPiプラットフォームの寿命をさらに延ばす以外の選択肢を検討していると公表した。
2019年5月6日、IMSAはDPi 2.0と呼ばれる次世代のDPiルールセットが、現在のLMP2ベースのプラットフォームに基づく進化で単一のサプライヤーからのハイブリッドテクノロジーを特徴とし、供給電圧は未確定であるとした。数日後、IMSAの副社長であるサイモン・ホジソンは、メーカーがスタイリングを追加できる領域を増やすことで、次世代のDPi規定がスタイリングの強化を特徴とすることが期待されると述べた。ホジソンはまた、スタイリングを拡大された範囲は、各メーカーに要求されるスタイリングの最低レベルを規定する規制が一緒になるかもしれないことを示した。
2019年6月24日、IMSAが次世代DPiルールセットへのハイブリッド技術の組み込みについてメーカーと話し合いを行い、DPi 2.0運営委員会のメーカーがハイブリッドシステムについて意見を交換した。提案された電化には、様々なコストの高電圧システムと低電圧システムが含まれていた。6月下旬に開催された会議では、400ボルトのシステムで、70〜90kW（90〜120 hp）の範囲の電力が主要な電化オプションとなった。しかし400ボルトのシステムが主要な選択肢として浮上し、メーカーが独自のハイブリッドシステムを構築できることが合意されたものの、9月にはまだ議論が合意に達していないことが明らかになった。

### DPi 2.0-LMH コンバージェンス
2019年セブリング12時間レースとセブリング1000マイルレースが同じ週末に開催された「スーパーセブリング」に続き、WECのCEOであるジェラール・ヌブーは、DPiが「ハイパーカー」規定の一部として含まれる可能性を明らかにした。DPiとの統合は、両方のプラットフォームのパフォーマンスレベルに依存される。2019年7月31日、ヌブーはLMHとDPi 2.0の間で同様のパフォーマンス目標を追求するために、ACOとIMSAの技術部門の間で積極的な取り組みが行われていることを明らかにした。これにより、両方のプラットフォームが最終的に組み合わさりレースで競うことができる。
2019年11月11日、WECの唯一のLMP1メーカーであるトヨタは、メーカー独自のハイブリッド技術を活用することを妨げないという条件で、DPiをWECのトップクラスへの統合を受け入れると明かした。LMH技術規則のリリース直後、マクラーレンはLMHプログラムを検討しないことを発表し、代わりにDPiをWECに導入するよう求め、マクラーレンのCEOであるザク・ブラウンは「LMHプログラムは実行不可能である」と述べ、コストの大幅な削減を求めた。フォードとポルシェも同様の考えを示し、LMHとDPiのコンバージェンスを求めた。
2020年1月15日、トヨタ・レーシング・デベロップメントの社長兼ゼネラルマネージャーであるデビッド・ウィルソンは、2つのプラットフォームのコンバージェンスが、レクサスがDPiプログラムを開始する有力な理由になると述べ、両方のプラットフォーム間のコンバージェンスへの支持を示した。

### LMDh
2020年1月24日、2020年デイトナ24時間レースに先立ち、デイトナ・インターナショナル・スピードウェイでACO-IMSA合同記者会見が開催された。そこでACOとIMSAは、DPi規定に代わる新たなLMDh規定を発表した。LMDhは、2021年9月にWECで最初に導入された後、2022年にデイトナ24時間レースで北米デビューする予定だった。だが新型コロナウイルス感染症の影響もあり、2023年に延期された。
メーカーが独自のハイブリッドシステムを構築できるようにする当初の計画だったが、これは5月にリリースされたLMDh規定案で廃止され、共通仕様の出力50kwのハイブリッドシステムが採用された。
2020年9月にACOとIMSAが発表したLMDhの最終決定レギュレーションでは、車重が1,030kg、エンジンとハイブリッドシステムのシステム最大出力が500kW、同一の空力性能を備えたボディワークパッケージ、タイヤはミシュランのワンメイク、およびLMDhとLMHの車のバランスをとるためのグローバルなバランス・オブ・パフォーマンス (BoP) システムが規定されている。 ハイブリッドシステムは、ボッシュが提供する統合モータージェネレーターユニットで、ウィリアムズ・アドバンスド・エンジニアリング製のバッテリー、ギアボックスはエクストラック製が提供される。シャシーのサプライヤーは、ダラーラ、リジェ、マルチマティック、オレカの4社になった。
2024年6月、規格策定時に予定されていた「次世代LMP2のシャシーをLMDhに用いる」という計画が、LMP2の新規程導入の重なる延期により実現が困難になったことから、コンストラクター4社の合意の元で破棄された。これにより次世代LMP2のシャシーは、LMDhとは異なるシャシーで製造されることとなる。

## 技術規制
2020年9月にACOとIMSAが発表した『LMDh』のレギュレーションは以下の通り。
- 内燃エンジン出力は最高630hp。ハイブリッドの場合、これにボッシュ製の50kW（67hp）の電気モーターを搭載する。システム出力は680馬力（500kW）、モーターの回生能力は最大200kW。
- 内燃エンジンの最低重量は180kg[22]。
- バッテリーはウィリアムズ・アドバンスド・エンジニアリングのワンメイク。またハイブリッドシステム全体に30万ユーロのプライスキャップが定められる。さらにハイブリッドシステムのソフトウェアは主催者によってロックされる。
- LMDh車両はダウンフォース:ドラッグの比が4:1と定められる。ホイールベースは全車共通の3150mm、全長は5100mm以下、全幅2000mm以下。
- シャシーコンストラクターは認可を受けた4社（オレカ、リジェ、マルチマティック、ダラーラ）のみ。ギアボックスはエクストラックが一括して供給する。
- シャシーの関係するコストは最大34万5000ユーロに制限されるが、これにはエクストラックが供給するギアボックスは含まれない。エンジン部分を除くコストは約100万ユーロを想定。

車重は最低1030kgで、両規定共通となる。
現行のLM-GTEクラスにも採用されている、人間性を排除したアルゴリズムを採用するBoP（Balance of Performance）により、車種間の性能調整が随時行われる。
また4つの主要エリアで性能を調整することにより、両規定の2023年からのWEC、IMSA スポーツカー選手権の相互乗り入れを実現する。
- タイヤ：LMDh車両は、LMH規定の後輪駆動車と同じサイズのタイヤを装着する。すなわち、タイヤ幅34センチをリアに、29センチをフロントに装着する。トヨタ・GR010 HYBRIDのように、フロントアクスルにハイブリッドシステムを備えたLMH車両（AWD：4輪駆動）については2022年より、フロント・リアともに31センチか、どちらかのタイヤサイズを選択する[25]。
- 加速プロファイル：AWD車両の加速プロファイルは、技術規則の一部ではなくBoP（性能調整）によってコントロールされるようになる。各サーキットにおいてドライとウェット、2種類の（フロント駆動）アクティベーション速度が120〜160km/hの範囲で設定される。一方LMDhにおいては、リアに搭載されるeモーターのトラクションコントロール機能への寄与を制限するための、制御ソフトウェアが導入される。
- ブレーキ性能：どちらのタイプのパワートレインも同じコースト性能を備えているが、AWD車両においてはフロントアクスル、リアアクスル双方のトルクレベルが考慮に入れられる。さらに、AWD車両のフロントディファレンシャルについては、潜在的なパフォーマンス上の利点を防ぐため、コースト時に「ゼロ・ロックメカニズム」がアクティブになる。
- 空力：LMH車両は引き続きスイスのザウバーの風洞試験によってホモロゲートされる。IMSA スポーツカー選手権に出場する場合は、アメリカ・ノースカロライナ州のウインドシア社で風洞特性評価にかけられる。LMDh車両の場合は上記の反対のパターンとなり、ウインドシア社の風洞によりホモロゲートされ、WECに出場する場合はザウバーの風洞特性評価を受けることとなる。

## エントリーメーカー
| メーカー                   | マシン名    | 画像 | シャーシ         | 参戦年                                                | 参照                 |
| -------------------------- | ----------- | ---- | ---------------- | ----------------------------------------------------- | -------------------- |
| アキュラ                   | ARX-06      |      | オレカ           | 2023年 - （IMSA スポーツカー選手権）                  | [ 26 ] [ 27 ] [ 28 ] |
| BMW                        | M Hybrid V8 |      | ダラーラ         | 2023年 - （IMSA スポーツカー選手権） 2024年 - （WEC） | [ 29 ] [ 30 ] [ 31 ] |
| キャデラック               | Vシリーズ.R |      | ダラーラ         | 2023年 -                                              | [ 32 ] [ 33 ]        |
| ポルシェ                   | 963         |      | マルチマティック | 2023年 -                                              | [ 34 ] [ 35 ] [ 36 ] |
| アルピーヌ                 | A424        |      | オレカ           | 2024年 - （WEC）                                      | [ 37 ] [ 38 ]        |
| ランボルギーニ             | SC63        |      | リジェ           | 2024年（WEC） 2024年 - （IMSA スポーツカー選手権）    | [ 39 ] [ 40 ] [ 41 ] |
| 参戦を予定しているメーカー |             |      |                  |                                                       |                      |
| ジェネシス                 | GMR-001     |      | オレカ           | 2026年 -（WEC） 2027年 -（IMSA スポーツカー選手権）   | [ 42 ]               |
| フォード                   | TBA         |      | オレカ           | 2027年 -（WEC）                                       | [ 43 ]               |
| マクラーレン               | TBA         |      | ダラーラ         | 2027年 -（WEC）                                       | [ 44 ]               |

この他にアウディがマルチマティック製シャシーで参入する予定があったが、2022年に車両開発が中止された。